# Järvepera
Järvepera (Duits: Jerwenper) is een plaats in de Estlandse gemeente Jõgeva, provincie Jõgevamaa. De plaats heeft 19 inwoners (2021) en heeft de status van dorp (Estisch: küla).
De plaats ligt aan de zuidoostpunt van het Kuremaameer en ten noorden van Palamuse. De rivier Amme ontspringt bij Järvepera aan het meer. Järvepera maakte tot in 2017 deel uit van de gemeente Palamuse. In oktober van dat jaar werd die gemeente bij de gemeente Jõgeva gevoegd.

## Geschiedenis
Järvepera behoorde bij het landgoed van Kaarepere en werd voor het eerst genoemd in 1479.
De schrijver Oskar Luts werd in 1887 geboren in Järvepera. Zijn geboortehuis bestaat niet meer, maar op 24 juli 1966 werd een gedenksteen onthuld op de plaats waar het gestaan heeft.

## Geboren in Järvepera
- Oskar Luts (1887-1953), schrijver.